# NGC 6087
NGC 6087 ist die Bezeichnung eines offenen Sternhaufens im Sternbild Winkelmaß. NGC 6087 hat eine Helligkeit von 5,4 mag und eine Winkelausdehnung von 15 × 15 Bogenminuten. Das Objekt wurde am 8. Mai 1826 von James Dunlop entdeckt.